# João Teixeira Albernaz, o Velho

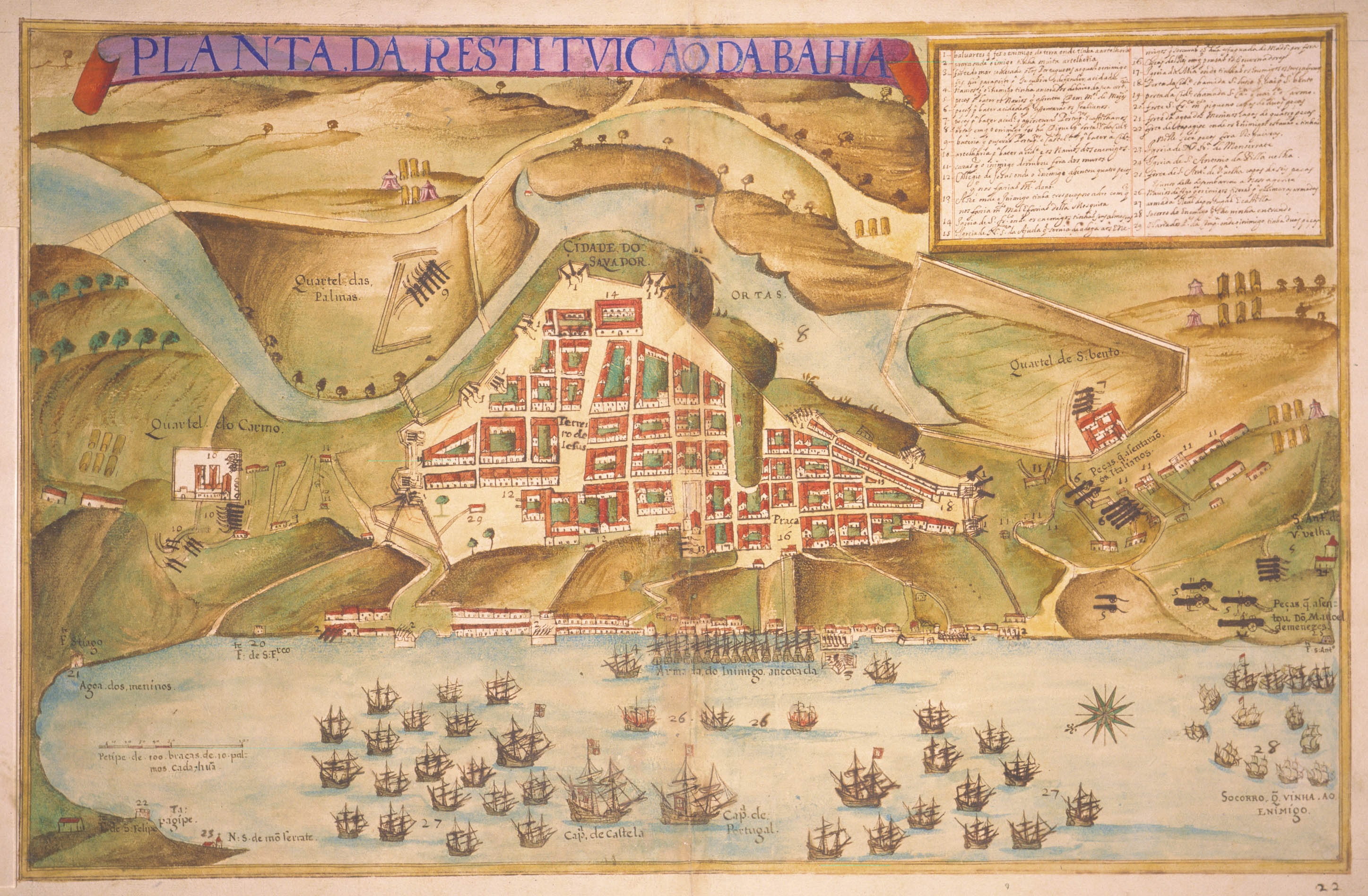
Planta da cidade de Salvador do atlas Estado do Brasil (1631) de Teixeira Albernaz I.

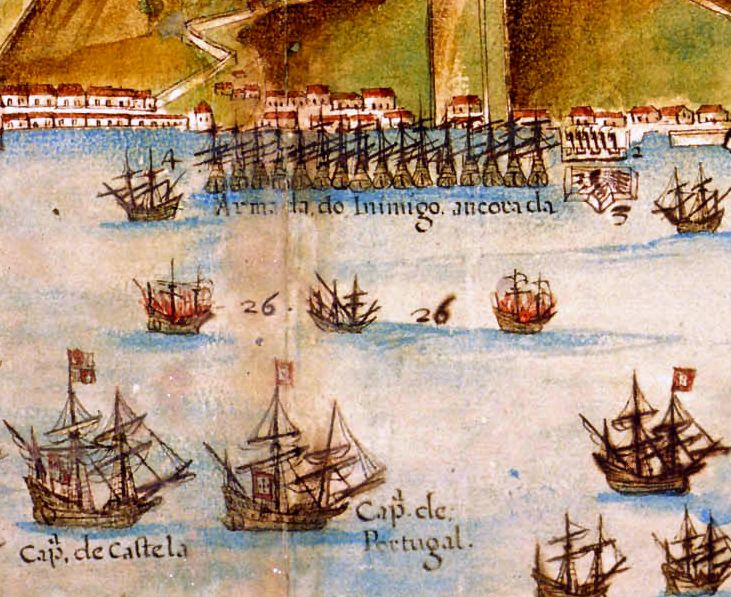
Planta da cidade de Salvador do atlas Estado do Brasil (Albernaz, 1631): detalhe.

João Teixeira Albernaz (também referido como João Teixeira Albernaz I ou João Teixeira Albernaz, o Velho - Lisboa, último quartel do século XVI — c. 1662 -, para distingui-lo do seu neto homónimo) foi o mais prolífico cartógrafo português do século XVII. 
A sua produção inclui dezanove atlas, num total de duzentas e quinze cartas. Destaca-se pela variedade de temas, que registam o progresso das explorações marítimas e terrestres, em particular no que respeita ao Brasil. João Teixeira Albernaz I pertenceu a uma destacada família de cartógrafos cuja actividade se estende desde meados do século XVI até ao fim do século XVIII, incluindo o seu pai Luís Teixeira, o tio Domingos Teixeira, o irmão Pedro Teixeira Albernaz e o neto João Teixeira Albernaz, o Moço além de Estevão Teixeira.

## Biografia
Acredita-se que João Teixeira Albernaz I tenha aprendido a arte com seu pai Luís Teixeira, e iniciado o seu trabalho já no século XVII. Recebeu Carta de Ofício de mestre em fazer "cartas de marear, astrolábios, agulhas e balestilhas", a 29 de outubro de 1602, tendo sido examinado pelo cosmógrafo-mor do Reino, João Baptista Lavanha. Três anos mais tarde foi nomeado cartógrafo do Armazém da Guiné e Índia (Casa da Mina e Índia?) (1605), onde trabalhou até ao fim da sua vida.
No Arquivo das Índias, em Sevilha, encontra-se um documento que registra a sua presença e a de seu irmão, Pedro Teixeira, em Madrid, a fim de executar cartas náuticas representando o Estreito de São Vicente e o Estreito de Magalhães. Efectivamente, numa relação de viagem empreendida pelos irmãos Bartolomeu Nodal e Gonçalo Nodal aos referidos estreitos, existe uma carta de Pedro Teixeira Albernaz, que contou com a colaboração de seu irmão João Teixeira.
Em 1622 apresentou uma petição para ser provido ao lugar de cosmógrafo-mor, tendo sido preterido a favor de Valentim de Sá, com quem veio a colaborar no ano seguinte ao fazer parte do júri que passou Carta de Ofício a João Baptista de Serga.
Em finais do século XVII, num parecer emitido por Manuel Pimentel sobre o Atlas do Brasil de 1642, actualmente na Biblioteca Nacional da Ajuda, este adverte para erros constantes na primeira carta do referido Atlas, o qual não respeitava a linha de demarcação acordada entre Portugal e Espanha. Concluía Manuel Pimentel que o livro não tinha mais que boas pinturas e iluminações.

## Obra

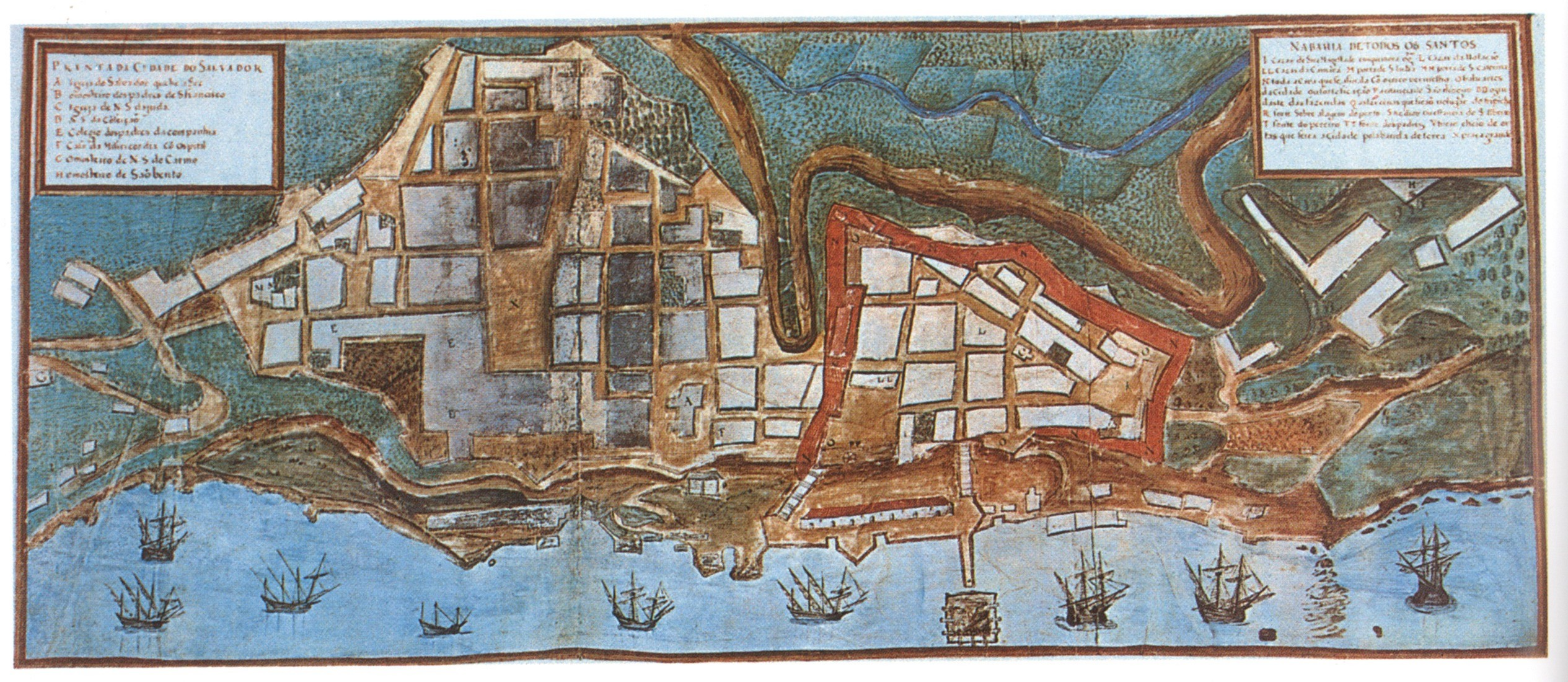
Planta da Cidade do Salvador ("Razão do Estado do Brasil").

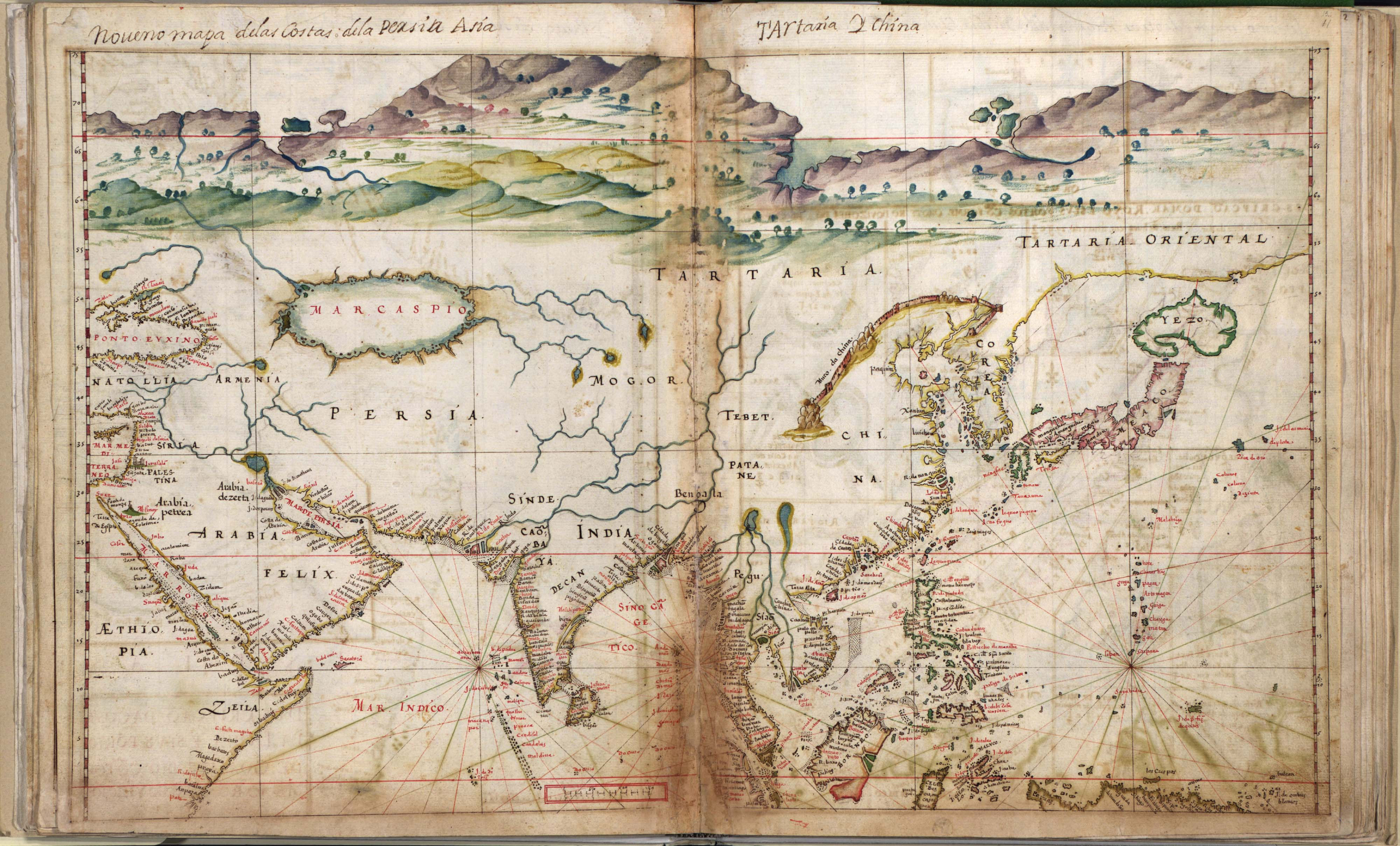
Taboas geraes de toda a navegação, divididas e emendadas por Dom Ieronimo de Attayde com todos os portos principaes das conquistas de Portugal delineadas por Ioão Teixeira cosmographo de Sua Magestade, anno de 1630

A sua obra tem grande interesse, tanto pela sua amplitude e variedade, como pelo registo do progresso dos descobrimentos e explorações portugueses, marítimas e terrestres, particularmente no que respeita ao Brasil. A sua produção ascende a dezanove atlas, um grupo de quatro cartas e duas cartas soltas, para além de outra, incluída num atlas de origem diversa. Existem mais oito cópias de dois dos dezanove atlas, num total de duzentas e quinze cartas, mais duas gravadas. Entre estas destacam-se:
- c. 1616 - uma cópia do códice intitulado "Rezão do Estado do Brasil", de autor anónimo, actualmente na Biblioteca Pública Municipal do Porto, é-lhe atribuída. Segundo Francisco Adolfo de Varnhagen e Hélio Vianna, apenas as cartas deste códice são da autoria de João Teixeira, sendo o texto da autoria do sargento-mor Diogo de Campos Moreno;
- 1621 - Carta dos Estreitos de S. Vicente e Magalhães, em colaboração com Pedro Teixeira;
- c. 1626 -"Livro que dá Rezão do Estado do Brasil", que contém vinte e duas cartas, constituindo uma cópia do anterior de 1616, mas de maiores dimensões;

- 1630 - Atlas Taboas geraes de toda a navegação, divididas e emendadas por Dom Ieronimo de Attayde com todos os portos principaes das conquistas de Portugal delineadas por Ioão Teixeira cosmographo de Sua Magestade, anno de 1630,[2]manuscrito existente na Biblioteca do Congresso, nos EUA. O primeiro mapa, um Mapa-múndi sumarizando o conhecimento geográfico da época, destaca-se pela forma controversa como apresenta o meridiano de Tordesilhas desviado para oeste, integrando a foz do Rio de la Plata e o nordeste da América do Norte sob jurisdição portuguesa.[3]

- 1631 - Atlas Estado do Brasil, existente em 1960 na mapoteca do Ministério das Relações Exteriores no Rio de Janeiro. Abrange trinta e seis cartas com a particularidade de exibir quadros para legendas e para escudos dos donatários ou da Coroa, que não estão preenchidos. Terá sido mandado organizar por D. Jerónimo de Ataíde, donatário da Capitania de Ilhéus. Contém diversos elementos esclarecedores sobre a indústria açucareira, para além de representar os estuários do rio da Prata e do rio Amazonas, evidenciando os padrões de demarcação entre Portugal e Espanha;

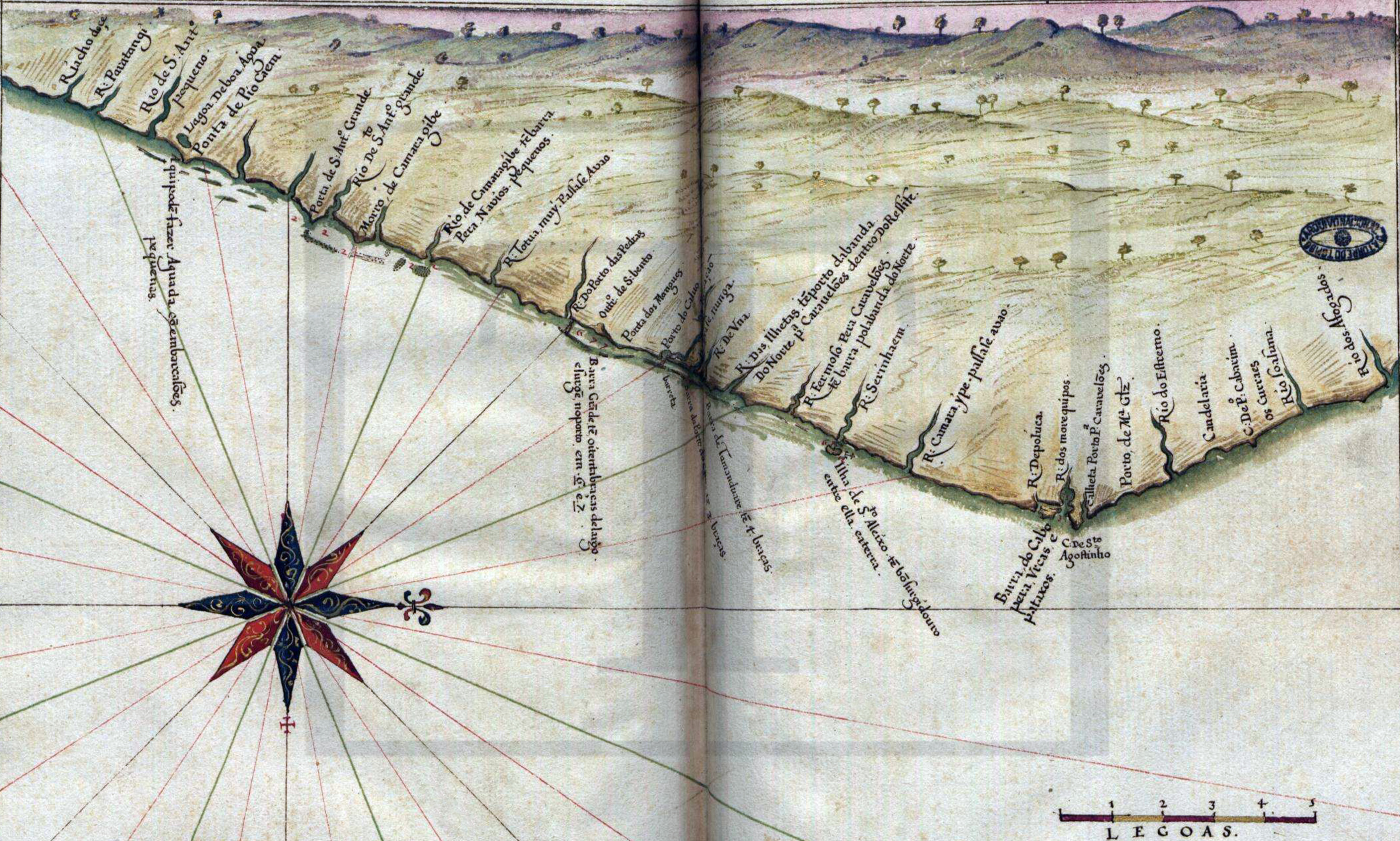
Cabo de Santo Agostinho, parte do Atlas do Brasil.

- 1640 – Atlas do Brasil, composto por trinta e duas cartas em papel, de que existem sete cópias, uma das quais no Arquivo Histórico do Ministério da Fazenda, no Brasil. Apresenta a particularidade de cada carta ser precedida por uma folha com texto explicativo. Do códice existente na Torre do Tombo (Descrição de todo o marítimo da terra de S. Cruz, chamado vulgarmente o Brasil, feito por João Teixeira, cosmógrafo de Sua Majestade ano de 1640) existe actualmente uma edição integral, facsimilada a cores, mostrando trinta e uma cartas, a primeira representando o território do Brasil e as restantes a sua costa, com informações pormenorizadas sobre o curso final de rios, as ilhas, os portos e as fortificações.
- 1643 – Atlas Universal (Livro vniversal das navegasões feito em Lisboa por Ioão Teixeira Cosmographo de Sva Magestade, Anno 1643), com oito cartas iluminadas. Considerado de excepcional valor artístico, difere dos demais Atlas do autor, porque apresenta informações de natureza essencialmente hidrográfica. As cartas que o integram são, respectivamente:

1. Atlântico norte com a Europa ocidental, o noroeste de África e a Terra Nova;
2. Atlântico Sul com as costas de África e do Brasil;
3. Sudoeste do Oceano Índico com a África oriental, Madagáscar, o sul da Índia, Ceilão e norte de Sumatra;
4. Próximo e Médio Oriente com o Mediterrâneo oriental e o norte do Oceano Índico;
5. Sudoeste Asiático e Extremo Oriente, com as costas desde o Golfo de Bengala até ao Japão;
6. Pacífico norte desde a Nova Guiné e o Japão até ao México;
7. América do Sul com as terras para sul do Equador, sem a parte oriental da costa do Brasil;
8. Atlântico norte com as costas americanas desde a Terra Nova até ao Brasil, para lá do Maranhão, com as ilhas e as costas ocidentais da América Central.